# Ligue Nationale de Basket-ball
La Ligue Nationale de Basket-ball è il torneo professionistico maschile del campionato francese di pallacanestro. È formato da due serie, la Pro A, massima serie, e la Pro B, serie cadetta.
Fondato nel 1987, è diventato un campionato professionistico quasi autonomo rispetto alla federazione francese di pallacanestro.

## Pro A
Il campionato Pro A, massima serie della pallacanestro francese, è costituito (a partire dalla stagione 2014/15) da 18 squadre. Le 18 squadre si incontrano fra loro due volte a stagione, una in casa ed una in trasferta (girone all'italiana) per un totale di 34 partite per squadra. Dalla stagione 2006-2007, al termine della regular season, le squadre classificate nelle prime 8 posizioni si qualificano per i playoff. Tutte le serie dei playoff sono al meglio delle cinque partite eccetto il primo turno (i quarti di finale), giocato al meglio dei tre incontri.
Le due squadre classificate al 17º e 18º posto retrocedono nella Pro B.

### Denominazioni
Prima della denominazione in Pro A, il massimo campionato assunse i seguenti nomi:
- Excellence (1921-1949)
- Nationale (1949-1963)
- 1re division (1963-1965)
- Nationale 1 (1965-1987)
- Nationale 1A (1987-1992)
- Nationale A1 (1992-1993)

## Pro B
Nato nel 1994, il Pro B si è sostituito al National Masculine 1 come seconda divisione, con la differenza di essere a carattere professionistico. Come nel Pro A, anche il torneo del Pro B è organizzato come girone all'italiana con incontri di andata e ritorno, per un totale di 34 partite per squadra. Le squadre classificate dalla prima all'ottava posizione dopo la regular season partecipano ai playoff, che si svolgono con serie al meglio delle tre gare (eccetto la finale, in gara singola). La vincitrice della regular season e la vincitrice dei playoff accedono alla Pro A. Nel caso che una stessa squadra vinca sia la regular season che i playoff, ad essere promossa è la squadra piazzatasi seconda nella regular season.
Le squadre classificate al 15º e 16º posto retrocedono.

### Denominazioni
Prima della denominazione in Pro B, la seconda serie assunse i seguenti nomi:
- Honneur (1932-1949)
- Excellence (1949-1963)
- Nationale 2 (1963-1987)
- Nationale 1B (1987-1992)
- Nationale A2 (1992-1993)
- Nationale A1 (1992-1993)

## Albo d'oro
- 1921  Stade français
- 1921-1922  ICAM Lille
- 1922-1923  École Normale Arras
- 1923-1924  Mulhouse
- 1924-1925  Mulhouse
- 1925-1926  Mulhouse
- 1926-1927  Stade français
- 1927-1928  Mulhouse
- 1928-1929  Mulhouse
- 1929-1930  Mulhouse
- 1930-1931  Mulhouse
- 1931-1932  CAUFA Reims
- 1932-1933  CAUFA Reims
- 1933-1934  Olympique lillois
- 1934-1935  CA Mulhouse
- 1935-1936  SCPO Parigi
- 1936-1937  CA Mulhouse
- 1937-1938  SCPO Parigi
- 1938-1939  US Métro
- 1939-1940 non disputato
- 1940-1941 non disputato
- 1941-1942  US Métro
- 1942-1943  FC Grenoble
- 1943-1944  FC Grenoble
- 1944-1945  Championnet
- 1945-1946  ESSMG Lione
- 1946-1947  P.U.C.
- 1947-1948  UA Marsiglia
- 1948-1949  ASVEL
- 1949-1950  ASVEL
- 1950-1951  R.C. de France
- 1951-1952  ASVEL
- 1952-1953  R.C. de France
- 1953-1954  R.C. de France
- 1954-1955  ASVEL
- 1955-1956  ASVEL
- 1956-1957  ASVEL
- 1957-1958  Charleville-Mézières
- 1958-1959  Roanne
- 1959-1960  Charleville-Mézières
- 1960-1961  Bagnolet
- 1961-1962  Bagnolet
- 1962-1963  P.U.C.
- 1963-1964  ASVEL
- 1964-1965  Denain
- 1965-1966  ASVEL
- 1966-1967  Bagnolet
- 1967-1968  ASVEL
- 1968-1969  ASVEL
- 1969-1970  Olympique Antibes
- 1970-1971  ASVEL
- 1971-1972  ASVEL
- 1972-1973  AS Berck
- 1973-1974  AS Berck
- 1974-1975  ASVEL
- 1975-1976  ASPO Tours
- 1976-1977  ASVEL
- 1977-1978  SCM Le Mans
- 1978-1979  SCM Le Mans
- 1979-1980  ASPO Tours
- 1980-1981  ASVEL
- 1981-1982  Le Mans
- 1982-1983  CSP Limoges
- 1983-1984  CSP Limoges
- 1984-1985  CSP Limoges
- 1985-1986  Orthez
- 1986-1987  Orthez
- 1987-1988  CSP Limoges
- 1988-1989  CSP Limoges
- 1989-1990  CSP Limoges
- 1990-1991  Olympique Antibes
- 1991-1992  Pau-Orthez
- 1992-1993  CSP Limoges
- 1993-1994  CSP Limoges
- 1994-1995  Olympique Antibes
- 1995-1996  Pau-Orthez
- 1996-1997  PSG Racing
- 1997-1998  Pau-Orthez
- 1998-1999  Pau-Orthez
- 1999-2000  CSP Limoges
- 2000-2001  Pau-Orthez
- 2001-2002  ASVEL
- 2002-2003  Pau-Orthez
- 2003-2004  Pau-Orthez
- 2004-2005  Strasburgo
- 2005-2006  Le Mans
- 2006-2007  Roanne
- 2007-2008  Nancy
- 2008-2009  ASVEL
- 2009-2010  Cholet
- 2010-2011  Nancy
- 2011-2012  Élan Chalon
- 2012-2013  JSF Nanterre
- 2013-2014  Limoges CSP
- 2014-2015  Limoges CSP
- 2015-2016  ASVEL
- 2016-2017  Élan Chalon
- 2017-2018  Le Mans
- 2018-2019  ASVEL
- 2019-2020 non assegnato
- 2020-2021  ASVEL
- 2021-2022  ASVEL
- 2022-2023  Monaco
- 2023-2024  Monaco
- 2024-2025  Paris

## Vittorie per club
| Club                 | Titolo | Città                | Anno |
| -------------------- | ------ | -------------------- | --- |
| ASVEL                | 21     | Villeurbanne         | 1949, 1950, 1952, 1955, 1956, 1957, 1964, 1966, 1968, 1969, 1971, 1972, 1975, 1977, 1981, 2002, 2009, 2016, 2019, 2021, 2022 |
| Limoges CSP          | 11     | Limoges              | 1983, 1984, 1985, 1988, 1989, 1990, 1993, 1994, 2000, 2014, 2015                                                             |
| Pau-Lacq-Orthez      | 9      | Pau                  | 1986, 1987, 1992, 1996, 1998, 1999, 2001, 2003, 2004                                                                         |
| Mulhouse             | 7      | Mulhouse             | 1924, 1925, 1926, 1928, 1929, 1930, 1931                                                                                     |
| Le Mans              | 5      | Le Mans              | 1978, 1979, 1982, 2006, 2018                                                                                                 |
| R.C. de France       | 4      | Parigi               | 1951, 1953, 1954, 1997 |
| Sharks Antibes       | 3      | Antibes              | 1970, 1991, 1995 |
| Bagnolet             | 3      | Bagnolet             | 1961, 1962, 1967 |
| Élan Chalon          | 2      | Chalon-sur-Saône     | 2012, 2017 |
| P.U.C.               | 2      | Parigi               | 1947, 1963 |
| Roanne               | 2      | Roanne               | 1959, 2007 |
| Stade français       | 2      | Parigi               | 1921, 1927 |
| CAUFA Reims          | 2      | Reims                | 1932, 1933 |
| CA Mulhouse          | 2      | Mulhouse             | 1935, 1937 |
| SCPO Parigi          | 2      | Parigi               | 1936, 1938 |
| US Métro             | 2      | Parigi               | 1939, 1942 |
| FC Grenoble          | 2      | Grenoble             | 1943, 1944 |
| Charleville-Mézières | 2      | Charleville-Mézières | 1958, 1960 |
| AS Berck             | 2      | Berck                | 1973, 1974 |
| Tours MB             | 2      | Tours                | 1976, 1980 |
| Nancy                | 2      | Nancy                | 2008, 2011 |
| Monaco               | 2      | Monaco               | 2023, 2024 |
| Nanterre 92          | 1      | Nanterre             | 2013 |
| Cholet               | 1      | Cholet               | 2010 |
| Championnet          | 1      | Parigi               | 1945 |
| Olympique Lillois    | 1      | Lilla                | 1934 |
| ESSMG Lione          | 1      | Lione                | 1946 |
| UA Marsiglia         | 1      | Marsiglia            | 1948 |
| Évreux Athletic Club | 1      | Évreux               | 1921 |
| ICAM Lille           | 1      | Lilla                | 1922 |
| École Normale Arras  | 1      | Arras                | 1923 |
| Denain               | 1      | Denain               | 1965 |
| Strasburgo           | 1      | Strasburgo           | 2005 |
| Paris                | 1      | Parigi               | 2025 |